# Selle Italia-Magniarredo-Vetta
La Selle Italia-Vetta, già Selle Italia-Eurocar, è stata una squadra ciclistica maschile italiana di ciclismo su strada, attiva tra i professionisti dal 1990 al 1991.
Partecipò a due Giro d'Italia, vincendo una tappa nel 1990 con Leonardo Sierra, oltre che, ottenendo il settimo e il decimo posto nella classifica finale sempre con il venezuelano.

## Cronistoria

### Annuario
| Anno | Codice | Nome                              | Cat. | Biciclette | Dirigenza                                            |
| ---- | ------ | --------------------------------- | ---- | ---------- | ---------------------------------------------------- |
| 1990 | SEL    | Selle Italia-Eurocar-Mosoca-Galli | Pro  | Daccordi   | Dir. sportivi: Domenico Cavallo, Giancarlo Montedori |
| 1991 | SEL    | Selle Italia-Magniarredo-Vetta    | Pro  | Daccordi   | Dir. sportivi: Domenico Cavallo, Giancarlo Montedori |

## Palmarès

### Grandi Giri
- Giro d'Italia

Partecipazioni: 2 (1990, 1991)
Vittorie di tappa: 1
1990: 1 (Leonardo Sierra)
Vittorie finali: 0
Altre classifiche: 0